# Западный даман
Западный даман (Dendrohyrax dorsalis) — млекопитающее отряда даманов.

## Описание
Западный даман длиной от 45 до 60 см, короткий хвост длиной от 10 до 30 мм. Короткая и грубая шерсть серого окраса. Под подбородком имеется белое пятно, нос безволосый. На спине заметно желтовато-белое, безволосое пятно размером от 42 до 72 мм.

## Распространение
Область распространения западного дамана охватывает Западную и Центральную Африку от Сьерра-Леоне до Северной Уганды и на юг до северной Анголы и северо-востока Демократической республики Конго.
Предпочитает влажные субтропические и тропические леса и равнинные саванны, тем не менее, может встречаться также в горных районах на высоте до 3500 м над уровнем моря.

## Питание
Ведёт ночной образ жизни, объедая листья, побеги, веточки и плоды в кронах деревьев, но иногда добывает пищу на лесной подстилке.

## Поведение
Малоизвестно, но обычно считается одиночным и территориальным. Беременность длится около 8 месяцев, а детёныши могут достичь взрослого размера за 120-200 дней.

## Адаптация
Возможно, самый искусный альпинист среди всех древесных даманов, обладающий исключительно сильным и крепким хватом всеми четырьмя лапами. Оба пола издают очень громкие, продолжительные крики, которые постепенно становятся громче, повторяются 22-42 раза и достигают кульминации в жутком визжащем крещендо. Частота звонков варьируется в зависимости от сезона и достигает максимума между 20.00 и 22.00 и 04.00 и 05.00 часами. Было слышно, как они заикаются, щелкают зубами и выделяют слюну при возбуждении.

## Статус
Широко распространены и в целом не находятся под угрозой исчезновения, но внезапное увеличение количества даманов на рыночных прилавках в Биоко наводит на мысль, что охотники открыли новые методы их отлова.